# チェ・ヒョンソク
チェ・ヒョンソク （Choi Hyun-seok ハングル: 최현석; 1972年7月6日 - ） は韓国人シェフであり、テレビのパーソナリティ。バラエティ番組「冷蔵庫をお願い」に出演し有名に。そこから彼は華やかな舞台で著名人となる 。彼はソウルのイタリア料理レストラン「La Cucina」で働いた後、「Elbon the Table」の主任シェフになる。「Elbonthe Table」はソウルに2支店、高陽に1支店ある 。彼は現在、ソウルの韓国とヨーロッパのフュージョンレストランである「Choi」のチーフシェフである。
2024年、Netflixで放送された、料理の世界で成功を収めている"白さじ"料理人と抜群の料理センスをもつ無名の"黒さじ"料理人が階級を超えた料理バトルを繰り広げる「白と黒のスプーン」に白さじ料理人の1人として出演した。